# Volatilitat (finances)
En finances, la volatilitat és una mesura estadística de la dispersió de les rendibilitats per a un valor o índex de mercat determinat. En la majoria dels casos, com més gran és la volatilitat, més arriscada és la inversió. La volatilitat es mesura sovint com a desviació estàndard o variància entre els rendiments d’aquest mateix valor o índex de mercat.
Als mercats de valors, la volatilitat sovint s’associa amb grans oscil·lacions de preu en qualsevol direcció. Per exemple, quan el mercat borsari puja i baixa més d’un percentatge durant un període sostingut, s’anomena mercat “volàtil”. La volatilitat d'un actiu és un factor clau a l'hora de fixar el preu dels contractes d'opcions.
La volatilitat històrica es la volatilitat d'un instrument financer basada en retorns històrics.

## Terminologia de volatilitat
Respecte a la volatilitat real podem referir-nos a:
- Volatilitat real actual d'un instrument financer durant un període especificat (per exemple, 30 o 90 dies), basat en els preus històrics del període especificat, amb l'última observació del preu més recent.
- Volatilitat real històrica. Fa referència a la volatilitat d'un instrument financer durant un període determinat, però amb l'última observació en una data del passat.
  - gairebé sinònim de volatilitat realitzada, l'arrel quadrada de la variança realitzada, calculada mitjançant la suma dels rendiments quadrats dividits pel nombre d'observacions.
- Volatilitat real futura. Fa referència a la volatilitat d'un instrument financer durant un període especificat que comença en el moment actual i finalitza en una data futura (normalment la data de caducitat d'una opció).

Respecte a la volatilitat implícita, tenim:
- Volatilitat implícita històrica. És la volatilitat implícita observada a partir dels preus històrics de l'instrument financer (normalment opcions).
- Volatilitat implícita actual. És la volatilitat implícita observada a partir dels preus actuals de l'instrument financer.
- Volatilitat implícita futura. És la volatilitat implícita observada a partir dels preus futurs de l'instrument financer.

Per a un instrument financer el preu del qual segueix un passeig aleatori gaussià, o procés de Wiener, l'amplada de la distribució augmenta a mesura que augmenta el temps. Això es deu al fet que hi ha una probabilitat creixent que el preu de l'instrument estigui més lluny del preu inicial a mesura que passa el temps. Tanmateix, en lloc d’augmentar linealment, la volatilitat augmenta amb l’arrel quadrada del temps a mesura que passa el temps, perquè s’espera que algunes fluctuacions s’anul·lin mútuament, de manera que la desviació més probable després del doble de temps no serà el doble de la distància des de zero.

## Definició
{\displaystyle \sigma ={\sigma _{SD} \over {\sqrt {P}}}},
on {\displaystyle P} és el període en anys dels retorns. La volatilitat generalitzada {\displaystyle \sigma _{T}} per a l'horitzó temporal {\displaystyle T} s'expressa com:
{\displaystyle \sigma _{T}=\sigma {\sqrt {T}}}.
Per exemple, si els retorns diaris d'una acció tenen una desviació de 0.01 i hi ha 252 dies d'intercanvi en un any, llavors el període temporal dels retorns és 1/252 i la volatilitat anualitzada és:
{\displaystyle \sigma ={0.01 \over {\sqrt {1/252}}}=0,1587}.
La volatilitat mensual (i.e., {\displaystyle T=1/12} d'any) seria
{\displaystyle \sigma _{mes}=0,1587{\sqrt {1/12}}=0,0458}.
Cal notar que la fórmula usada per anualitzar els retorns no és determinista, però és una extrapolació vàlida per a un procés de Wiener. Generalment, la relació entre volatilitats en diferents escales temporals és més complicada, implicant l'exponent d'estabilitat de Lévy {\displaystyle \alpha }:
{\displaystyle \sigma _{T}=T^{\frac {1}{\alpha }}\sigma }.
Si {\displaystyle \alpha =2} s'obté la relació d'escala del procés de Wiener, però usualment {\displaystyle \alpha <2} per a actius financers com ara accions i índexs.

## Volatilitat per als inversors
Els inversors es preocupen per la volatilitat per diversos motius:
1. Com més àmplies siguin les variacions del preu d'una inversió, més difícil és emocionalment no preocupar-se'n.
2. La volatilitat dels preus d'una inversió determinada pot definir el dimensionament d'aquesta inversió en una cartera.
3. Quan es necessiten determinats fluxos d'efectiu derivats de la venda d'un valor en una data futura específica, una major volatilitat significa una major probabilitat de no aconseguir-los.
4. Una major volatilitat de la rendibilitat quan s'estalvia per a la jubilació dona lloc a una distribució més àmplia i incerta dels possibles valors finals de cartera.
5. Una major volatilitat de la rendibilitat una vegada jubilat dona als cobraments un impacte permanent més gran sobre el valor de la cartera.
6. La volatilitat dels preus presenta oportunitats per comprar actius a un preu més baix i vendre'ls a un preu més car.
7. La volatilitat de la cartera té un impacte negatiu sobre la taxa de creixement anual composta (CAGR, de l'anglès Compound annual growth rate) d’aquesta cartera.
8. La volatilitat afecta els preus de les opcions, sent un paràmetre del model de Black-Scholes.

Als mercats actuals, també és possible negociar la volatilitat directament, mitjançant l'ús de valors derivats com ara opcions i swaps.